# Prix Volney
Der Prix Volney („Volney-Preis“) wird – auf Vorschlag der französischen Académie des Sciences – in Anerkennung einer herausragenden wissenschaftlichen Arbeit auf dem Gebiet der Klassischen Philologie verliehen.
Der von Constantin Volney im Jahre 1803 gegründete Preis war ursprünglich eine Goldmedaille im Wert von 1.200 Francs. Finanziert wurde der Preis durch ein Legat Volneys, der den beiden französischen Akademien (des sciences und des inscriptions) eine Summe von 24.000 Francs zur Förderung der Wissenschaft hinterließ.

## Preisträger
- Nicolas Massias (1828)
- Jean-Pierre Darrigol, Analyse raisonnée du Système Grammatical de la langue Basque (1829)
- Pierre-Étienne Du Ponceau (Peter Stephen Duponceau), Mémoire sur le système grammatical des langues de quelques nations Indiennes de l'Amérique du Nord (1838)
- Theodor Benfey, Lexique des Racines Grecques
- Eugène Burnouf
- Jean-Bernard Mary-Lafon, Tableau historique et comparatif de la langue parlée dans le midi de la France et connue sous le nom de langue romano-provençale, (1841)
- Anders Johan Sjögren (1846)
- Ernest Renan, Histoire Générale des Langues Sémitiques (1847)
- Albin de Chevallet, Études philologiques et historiques sur l'origine et la formation de la langue française (1850)
- Salomon Munk, Notice sur Abul Walid Merwan ibn Djanah et d'autres grammairiens hébreux du Xe et du XIe siècles, 1850–1851.
- Comte Franz Xaver von Miklosisch, Vergleichende Formenlehre der slavischen Sprachen (1857)
- Johann Karl Eduard Buschmann, Langue des Aztèques (1859)
- Adolphe Hanoteau, Grammaire de la langue tamachek (1860)[3]
- Louis-Francis Meunier, Les Composés qui contiennent un verbe à un mode personnel en latin, en français, en italien et en espagnol (1873)
- Robert Caesar Childers Un Dictionnaire de la langue Pali (1876)
- Victor Henry (linguiste) (1883)
- Antoine Meillet Recherches sur le génitif-accusatif en vieux slave(1898)
- Marcel Cohen (zweimal)
- Gustave Guillaume, Le problème de l'article et sa solution dans la langue française (1917)
- René Lafon, Le système du verbe basque au XVIe siècle et Le système des formes verbales à auxiliaire dans les principaux textes basques du XVIe siècle (1945)
- Antoine Grégoire, L'apprentissage du langage
- Claude Hagège (1981)